# Pullijärve
Pullijärve este o arie protejată (arie specială de conservare — SAC, sit de importanță comunitară — SCI) din Estonia întinsă pe o suprafață de 63,1 ha, integral pe uscat.

## Localizare
Centrul sitului Pullijärve este situat la coordonatele 57°36′15″N 27°12′54″E / 57.6043°N 27.2151°E.

## Înființare
Situl Pullijärve a fost declarat sit de importanță comunitară în aprilie 2004 pentru a proteja 1 specie de animale. Situl a fost protejat și ca arie specială de conservare în septembrie 2005.

## Biodiversitate
Situată în ecoregiunea boreală, aria protejată conține 1 habitat natural: Ape oligotrofe din câmpii nisipoase, cu un conținut foarte redus de minerale (Littorelletalia uniflorae).
La baza desemnării sitului se află o specie protejată de  pești: țipar (Misgurnus fossilis).